# Kellyanne Conway
Kellyanne Elizabeth Conway (20 de janeiro de 1967) foi a diretora da campanha eleitoral de Donald Trump em 2016, sendo depois Conselheira do Presidente entre 2017 e agosto de 2020. Fora anteriormente presidente e CEO da The Polling Company Inc./Woman Trend.

## Currículo
Inicialmente estrategista da campanha de Ted Cruz, Kellyane entrou para a equipe de Donald Trump em julho de 2016, e tornou-se Diretora de Campanha em agosto do mesmo ano.
Após a eleição, foi anunciada como uma das Conselheiras oficiais do Presidente.
A sua carreira começou com pesquisas sobre o eleitorado e pouco depois assessorou políticos como Jack Kemp, Fred Thompson e o atual vice-presidente dos EUA, Mike Pence.
Famoso nome de Washington, ela era conhecida pela sua defesa acérrima do Presidente e por suas participações por vezes controversas, em programas das redes ABC, CBS, CNN, NBC, Fox News, entre outros.
A sua demissão em fins de agosto de 2020, apenas dois meses antes das eleições presidenciais de 3 de novembro que Trump perdeu, foi por ela justificada pela necessidade de se ocupar mais da sua família. O seu marido, George T. Conway, é um advogado conservador conhecido pela sua oposição ao presidente Trump.